# Gancho palatal

N con gancho palatal, seguida de eng, de nasal palatal y de N retrofleja

El gancho palatal es un tipo de gancho diacrítico utilizado anteriormente en el Alfabeto Fonético Internacional para representar consonantes palatalizadas. Tiene forma de pequeño gancho orientado hacia la izquierda unido al lado inferior derecho de una letra, y se distingue de varios otros ganchos que indican retroflexión u otras características sonoras.
El AFI recomendó que tanto esh (ʃ) como ezh (ʒ) no usaran el gancho palatal y les asignó símbolos rizados específicos: ʆ y ʓ. La mayoría de autores utiliza estas versiones.
El gancho palatal fue retirado por la API en 1989, a favor del superíndice j después de la consonante (es decir, ƫ se convierte en tʲ).
Los ganchos palatales también se utilizan en la dialectología lituana del Sistema de Transcripción Fonética Lituana, un alfabeto fonético lituano y en la ortografía de Nez Perce.

## Codificación digital
Unicode incluye tanto un carácter combinatorio para el gancho palatal como varios caracteres precompuestos, incluidas letras en superíndice con ganchos palatales.
Si bien la LETRA T MINÚSCULA LATINA CON GANCHO PALATAL ha estado en Unicode desde 1991, el resto no se agregó hasta 2005 o después. Como tal, el soporte de fuentes para los últimos caracteres es mucho menor que para los primeros.
| Letra | Código | Nombre oficial                           |
| ----- | ------ | ---------------------------------------- |
| ̡      | U+0321 | COMBINING PALATALIZED HOOK BELOW         |
| ᶀ     | U+1D80 | LATIN SMALL LETTER B WITH PALATAL HOOK   |
| Ꞔ     | U+A7C4 | LATIN CAPITAL LETTER C WITH PALATAL HOOK |
| ꞔ     | U+A794 | LATIN SMALL LETTER C WITH PALATAL HOOK   |
| ᶁ     | U+1D81 | LATIN SMALL LETTER D WITH PALATAL HOOK   |
| ᶂ     | U+1D82 | LATIN SMALL LETTER F WITH PALATAL HOOK   |
| ᶃ     | U+1D83 | LATIN SMALL LETTER G WITH PALATAL HOOK   |
| ꞕ     | U+A795 | LATIN SMALL LETTER H WITH PALATAL HOOK   |
| ᶄ     | U+1D84 | LATIN SMALL LETTER K WITH PALATAL HOOK   |
| ᶅ     | U+1D85 | LATIN SMALL LETTER L WITH PALATAL HOOK   |
| ᶪ     | U+1DAA | MODIFIER LETTER L WITH PALATAL HOOK      |
| ᶆ     | U+1D86 | LATIN SMALL LETTER M WITH PALATAL HOOK   |
| ᶇ     | U+1D87 | LATIN SMALL LETTER N WITH PALATAL HOOK   |
| ᶈ     | U+1D88 | LATIN SMALL LETTER P WITH PALATAL HOOK   |
| ᶉ     | U+1D89 | LATIN SMALL LETTER R WITH PALATAL HOOK   |
| ᶊ     | U+1D8A | LATIN SMALL LETTER S WITH PALATAL HOOK   |
| ᶋ     | U+1D8B | LATIN SMALL LETTER ESH WITH PALATAL HOOK |
| ƫ     | U+01AB | LATIN SMALL LETTER T WITH PALATAL HOOK   |
| ᶵ     | U+1DB5 | MODIFIER LETTER T WITH PALATAL HOOK      |
| ᶌ     | U+1D8C | LATIN SMALL LETTER V WITH PALATAL HOOK   |
| ᶍ     | U+1D8D | LATIN SMALL LETTER X WITH PALATAL HOOK   |
| Ᶎ     | U+A7C6 | LATIN CAPITAL LETTER Z WITH PALATAL HOOK |
| ᶎ     | U+1D8E | LATIN SMALL LETTER Z WITH PALATAL HOOK   |